# Isola Caviana
L'isola la Caviana è un'isola alluvionale dello Stato di Pará, Brasile.

## Geografia
L'isola si trova a nord della costa dell'isola di Marajó nel delta del Rio delle Amazzoni; fa parte di quelle terre "inondate", chiamate marajò varzea, classiche della bocca del grosso fiume che le ha create. Data la sua posizione è un posto ideale per assistere al fenomeno del Pororoca ed è un paradiso per i birdwatcher. Con un'area di circa 5.000 km², l'isola Caviana si colloca al 117º posto tra le isole più grandi del mondo.